# Hvarský kanál
Hvarský kanál (chorvatsky Hvarski kanal) je mořský kanál jaderského moře mezi ostrovy Hvar na jeho jižní části a Brač na severní straně. Na západě není ohraničen žádnou skutečnou přírodní hranicí a na východě mu tvoří hranici kontinentální pevnina.
V nejužším bodě má kanál na šířku zhruba 2,8 kilometrů a plavební hloubku minimálně 70 metrů. Kanálem běžně proudí proud směrem na západ, který bývá nejsilnější na jaře, kdy dosahuje rychlosti až 0,8 uzlů. Rychlost proudu může ještě zesílit, když se připojí jihovýchodní vítr jugo.